# Léo, en jouant « Dans la compagnie des hommes »
Pour plus de détails, voir Fiche technique et Distribution.
Léo, en jouant « Dans la compagnie des hommes » est un film français réalisé par Arnaud Desplechin, présenté pour la première fois en ouverture de la section Un Certain Regard du Festival de Cannes 2003 sous le titre En jouant « Dans la compagnie des hommes » et sorti sur les écrans le 28 janvier 2004.

## Synopsis
Deux hommes de pouvoir se font la guerre. Princes modernes, ils règlent leurs comptes à coups de stock options, de complots financiers et d'OPA. Entre  ces hommes d'affaires, le fils de l'un d'eux. On y trouvera aussi un héritier et deux rois, un chambellan, un fou et un manant.
Jurrieu contrôle un groupe industriel d'armement depuis longtemps convoité par Hammer, patron d'une grande chaîne de distribution internationale. Léonard, son fils, va devenir l'instrument d'un stratagème de Hammer. Confronté aux tensions les plus extrêmes, il se découvre fils en se découvrant homme. Comme dans Hamlet, c'est donc l'histoire d'un jeune prince qui se décide à changer de vie.

## Fiche technique
- Titre : Léo, en jouant « Dans la compagnie des hommes »
- Réalisation : Arnaud Desplechin
- Scénario : Arnaud Desplechin, Nicolas Saada et Emmanuel Bourdieu adapté de la pièce d'Edward Bond, La Compagnie des hommes
- Photographie : Stéphane Fontaine
- Montage : Laurence Briaud
- Musique originale : Krishna Levy
- Sociétés de production : Why Not Productions, Arte France cinéma, et Capa drama
- Distribution : BAC Films
- Pays d'origine :  France
- Genre : comédie dramatique
- Sortie : 28 janvier 2004 en France
- Durée : 121 minutes

## Distribution
- Sami Bouajila : Léonard
- Jean-Paul Roussillon : Henri Jurrieu
- Wladimir Yordanoff : Hammer
- Hippolyte Girardot : Willian De Lille
- Anne Consigny : Therese Jurrieu
- László Szabó : Claude Doniol
- Anna Mouglalis : Ophélie
- Bakary Sangaré : Jonas Servun
- Xavier Béja : Laerte
- Nicolas Saada : Lui-même
- Arnaud Desplechin : Lui-même
- Philippe Paimblanc : un acteur